# Омелькова хата
Музей-садиба зеленого туризму «Омелькова хата» знаходиться в с. Козубівка Хорольської міської територіальної громади Лубенського району Полтавської області. Створено та відкрито музей-садибу у 2020 році подружжям Нелею та Олександром Рожко.

## Історія створення
Садиба зеленого туризму «Омелькова хата» – цікавий простір, який відсилає до історії українського села 30-80-х років минулого століття. Власники – Неля та Олександр Рожко, громадські активісти, волонтери, які допомагають адаптуватися в селі вимушено переміщеним особам, які рятувалися від масованих обстрілів у Харкові.
У 2019 році подружжя Рожків придбало хатину в селі Козубівка Хорольського району Полтавської області, щоб зайнятися відтворенням  хатнього інтер’єру, домашнього побуту, образу життя українського народу 30-80 років XX століття. Подружжя об’їздило чимало сіл Полтавщини та відвідало не один десяток покинутих хат, в яких збирало зоставлені хазяїнами речі: старовинний одяг, прикраси, гроші, меблі, ікони, книги та журнали, вишивка, листівки, старовинні фотографії, на яких збереглися свідчення про тогочасну міську та сільську моду. А ще – раритети техніки: фільтр для телевізора, звукові листи (на пошті записували голос на тонку плівку, відправляли, потім адресат міг прослухати це на патефоні), музичні інструменти, пластинки, радіо зразка часів до початку Другої світової війни, зошити із записами сільських жителів. Наприклад, зберігся колгоспний зошит із записами про трудобудні. Всі ці речі оточувало українців періоду 30-80 років минулого століття. Відкрито музей-садибу у 2020 році.
«Розташування нам чудово підходило: мальовниче село, недалеко став, а саме головне — привітні та добрі люди. Вже через тиждень виявилося, що у хати є ім'я, оскільки давно-предавно жив там дід Омелько. Тож і ми між собою почали кликати нашу хату «Омельковою». Скільки етнографічно цінних скарбів було в цій хаті, словами не описати, все це, та інші зібрані нами речі зараз прикрашають хату. Дуже шкодуємо, що не зробили фото садиби до нашого втручання, та яка вона зараз можна побачити в альбомі групи «Музей - садиба зеленого туризму "Омелькова хата" (ГО "ІніціативаХорольщини») у facebook, альбом має назву — «Омелькова хата».»

## «Омелькова хата»
Сільський зелений туризм в «Омельковій хаті» — це форма відпочинку в приватному господарстві сільської місцевості на Хорольщині. Хочете максимально зануритися в сільське життя? Тоді вам в «Омелькову хату». Хто такий цей Омелько? Чоловік, який колись жив у цій садибі і чиє ім'я вона тепер носить. Ось, як може виглядати там ваш ідеальний день: 
```
•	прокидаєтеся зі сходом сонця під спів пташок,
•	починаєте день традиційним сніданком,
•	і гайда до роботи: рубати дрова, косити траву, доглядати за садом і городом, поратися біля тварин, 
•	а коли сонце почне припікати, можна поринути у знайомство зі столітніми місцевими традиціями в етнографічному музеї, де про них розповідатимуть найрізноманітніші експонати XVIII—ХХ століть,
•	а потім – кулінарні майстер—класи від етно—майстринь, щоб власноруч приготувати смачнющу традиційну вечерю чи обід.

```

## Рожко Неля Анатоліївна
Власник та засновник «Музей-Садиба зеленого туризму «Омелькова Хата» народилася  30.12.1982 року у м. Хорол, Полтавської області. 

Навчалася у Київській академії управління персоналом, де отримала ступінь магістра з правознавства. Працювала у Шевченківському районному суді міста Києва та Ірпінському міському суді Київської області.
Зараз є юрисконсультом в АТ «Полтавагаз». В юридичній кар’єрі отримала багато відзнак, грамот, сертифікатів та подяк, серед яких подяка від «Союзу юристів України» за вагомий особистий внесок в розбудову правової держави.
З 2019 року Голова громадської організації «Ініціатива Хорольщини», спрямованої на захист прав і свобод, задоволення суспільних, зокрема економічних, соціальних інтересів членів Організації, а також сприяння розвитку туризму на Хорольщині.
У 2019 році, ініціювала відкриття меморіальної дошки Михайлю Семенку та інформаційних штендерів біля історичних пам’яток Хорольщини.
Автор численних краєзнавчих статей та віршів, які постійно публікуються. 
Засновник фестивалю «Літературна толока», який щороку (до війни) проводиться в с. Козубівка.
У «Музей-Садиба зеленого туризму «Омелькова Хата» з першого дня війни заснувала табір вимушено переміщених осіб та прийняла на безкоштовне проживання понад 20 осіб. Також з першого дня війни і по сьогоднішній день функціонує пункт видачі одягу при бібліотеці, який заснувала в Козубівці для всіх, хто цього потребує (щонеділі власноруч видається одяг та взуття).
За роки російсько-української війни, разом з чоловіком виростила овочі, законсервувала їх та передала на лінію фронту:
- в 2022 році – 1115 банок напівфабрикатів;
- в 2023 році – 1653 банки (вони поїхати в госпіталі, солдатам та мирному населенню, що залишається там).

Фото- та відео-звіти про всю діяльність постійно викладаються на сторінках у соцмережах, було висвітлено діяльність в новинах ТК 1+1, кілька разів на телебаченні м. Кременчук та Полтавське радіо.
Героїня двох біографічних фільмів «Водіння кози в Козубівці» – краєзнавчий фільм, який є у вільному доступі в мережі інтертет та вже об’їхав багато країн. Матеріали фільму увійшли до книги, яка перекладена на кілька мов і її можна придбати в аеропортах світу. Інший фільм «Гості з Харкова» отримав кілька світових нагород, зараз в прокаті по містам України та в інших країнах.
Збирач традицій, краєзнавець та колекціонер.
Волонтер міжнародної організації RememberUs orgу, з якою окрім допомоги у часи війни, в мирний час відкрито кілька музеїв голокосту. Діти Хорольщини та студенти безкоштовно доставлялися на екскурсії до створених музеїв.

Мама двох дорослих синів, та помічник патронатного вихователя. 

Разом з чоловіком, Олександром Рожком надає послуги патронату та виховує діток, що опинилися у складних життєвих обставинах. Зараз на вихованні подружжя Рожків має трьох дівчаток.

### Зелений туризм
- Голова підкомітету з питань туризму та курортів Дмитро Нальотов, голова Державного агентства розвитку туризму в Україні Мар’яна Олеськів і заступниця голови Полтавської ОДА Катерина Рижеченко презентували проєкти стратегії розвитку туристичної галузі в Полтаві https://kompkd.rada.gov.ua/news/dijaln_komit/insh_zahody/74338.html
- ВИШИТІ КАРТИНИ ПОКИНУТИХ ХАТ https://www.pinterest.com/pin/889812838870186085/
- ВИШИТІ КАРТИНИ ПОКИНУТИХ ХАТ https://lubenshchyna.com.ua/novyny/nashi-novyny/7197-vyshyti-kartyny-pokynutykh-khat
- Відпочинок в стилі етно. ТОП-5 місць для перезавантаження та занурення в традиції https://discover.kr.ua/inspiration/vidpochynok-v-styli-etno-top-5-mists-dlya-perezavantazhennya-ta-zanurennya-v-tradytsiyi
- Музей - садиба зеленого туризму «Омелькова хата» (ГО «ІніціативаХорольщини» https://www.facebook.com/groups/1224160741317517
- На Полтавщині без цін працює музей сільського життя з унікальними експонатами. ФОТО https://fundament.media/на-полтавщині-без-цін-працює-музей-сіл/
- Садиба зеленого туризму «Омелькова хата». Продовжуємо рубрику «Зелені садиби Полтавщини» https://defence.poda.gov.ua/news/176284
- Садиба зеленого туризму «Омелькова хата». Продовжуємо рубрику «Зелені садиби Полтавщини» https://polinfo.gov.ua/22532-sadyba-zelenoho-turyzmu-omelkova-khata-prodovzhuiemo-rubryku-zeleni-sadyby-poltavshchyny
- Невгамовний Хорол: у «Омельковій хаті» знову збирають людей https://poltavawave.com.ua/p/nevgamovnii-khorol-u-omelkovii-khati-znovu-zbiraiut-liudei-472620
- У пошуках забутих скарбів. Хорольські історії https://ptv.ua/blogs/fe88a6fe-10ab-43b2-ba08-4f355e6dd050#google_vignette
- Музей старинных домов на Полтавщине стал прибежищем для людей, едва спасшихся от обстрелов в Харькове https://tsn.ua/ru/ato/muzey-starinnyh-domov-na-poltavschine-stal-pribezhischem-dlya-lyudey-edva-spasshihsya-ot-obstrelov-v-harkove-2097202.html
- З в'юнами, сушеними грушами та сливами. Рецепти полтавських борщів від старовини й до сьогодення https://poltavawave.com.ua/p/z-viunami-sushenimi-grushami-ta-slivami-retsepti-poltavskikh-borshchiv-vid-starovini-i-do-sogodennia-706370
- Водіння Кози в Козубівці https://www.ukrainer.net/malanka-v-kozubivtsi/
- На Полтавщині проведуть літературну толоку, аби відродити пам’ятку. ФОТО, ВІДЕО https://kolo.news/category/afisha/14435

### Музей-прихисток
- Все для фронту, все для перемоги! http://zorya.poltava.ua/vse-dlja-frontu-vse-dlja-peremogi/
- Замість музею старовини – прихисток для переселенців https://nsju.org/novini/zamist-muzeyu-starovyny-pryhystok-dlya-pereselencziv/
- Музей старовини став прихистком: історія родини з Полтавщини https://wz.lviv.ua/news/473696-muzei-starovyny-stav-prykhystkom-istoriia-rodyny-z-poltavshchyny
- Родина із Полтавщини на початку повномасштабного вторгнення прихистила близько 30 ВПО з Харкова https://suspilne.media/poltava/604759-rodina-iz-poltavsini-na-pocatku-povnomasstabnogo-vtorgnenna-prihistila-blizko-30-vpo-z-harkova/

### Співпраця
- Допомога та підтримка: Як Rememberus допомагає Харкову у важкі часи, – ГО “Дружини ветеранів”  https://uaheroes.org/novyny/initsiatyvy-uk/dopomoha-ta-pidtrymka-iak-rememberus-dopomahaie-kharkovu-u-vazhki-chasy-ho-druzhyny-veteraniv/
- Хто ми RememberUs. Партнерські відносини  https://rememberus.org/partnerships/

### Гості з Харкова
- Гості з Харкова https://docuspace.org/project/gosti-z-kharkova
- Документальний короткометражний фільм «Гості з Харкова» увійшов до програми MINIMALEN Short Film Festival https://day.kyiv.ua/news/211223-dokumentalnyy-korotkometrazhnyy-film-hosti-z-kharkova-uviyshov-do-prohramy-minimalen
- Документальну короткометражку «Гості з Харкова» Галини Лавринець відібрали до програми кінофестивалю Minimalen у Норвегії https://detector.media/infospace/article/220877/2023-12-21-dokumentalnu-korotkometrazhku-gosti-z-kharkova-galyny-lavrynets-vidibraly-do-programy-kinofestyvalyu-minimalen-u-norvegii/
- У Канаді на міжнародному фестивалі документального кіно покажуть українські стрічки Даша Лобанок - 01 Травня 2023 | 14:16 https://gwaramedia.com/u-kanadi-na-mizhnarodnomu-festivali-dokumentalnogo-kino-pokazhut-ukrainski-strichki/
- Українська делегація на Finnish Film Affair Гельсінського міжнародного кінофестивалю https://ui.org.ua/sectors/projects/films-sectors/shoukejsy-ukrayinskogo-kino-uk/ukrainian-delegation-at-the-finnish-film-affair/
- Українські стрічки отримали відзнаки Берлінського кінофестивалю https://intent.press/news/culture/2023/ukrayinski-filmi-nagorodili-na-kinofestivali-v-berlini/
- 12 UKRAINIAN FILM PROJECTS SELECTED BY OIFF https://oiff.com.ua/img/page/2017/3wGPtl7Uix0jCMocYsHnV013K6QiR18R.pdf
- Denis Maslikov’s Post Ukrainian Film Institute https://ie.linkedin.com/posts/denismaslikov_mariupol-sto-nocy-mariupol-a-hundred-activity-7071905455786078209-VTt-